# 国民革命軍戦闘序列 (1938年)
国民革命軍戦闘序列 (1938年)は1938年1月に発布された中華民国国民革命軍の戦闘序列である。この戦闘序列は日中戦争勃発後、中国を統治した中華民国政府が「持久抗戦、武漢を強固な核心とする」ために中国全域を対象として編成したものであり、戦略目的の「東は津浦を保ち、西は道清を守る」によったものである。別に政治組織では、国民政府軍事委員会を戦時政府の実質的統治機構とし、国軍を統率する委員長が国民政府主席に代わり中国を実際に領導する「軍事委員会組織大綱」方式により、武漢国民政府の統治組織に修正が行なわれた。
1938年11月中旬、中国軍が臨時首都武漢で組織した武漢防衛戦（中国側では「武漢保衛戦」といい、日本側では「武漢作戦」という）で敗れ、加えて華南の戦場の重要拠点広州もまた極めて危険となり、ここに至って中華民国政府は重慶に再度遷都することとなった。この戦略の変更が度重なり、兵士の損耗が多くなったため、国民革命軍の戦闘序列は同年年末から翌年初めに大幅に変更された。この変更と同様に、日中戦争第1期の第2及び第3段階も正式に終わり、中国の情勢もまた重慶を根拠地とする日中戦争の第2期に入った。

## 兵力と軍費
1938年1月の中国国民革命軍の戦闘序列の編成では、整備訓練を経た部隊も未整備部隊も合わせて、合計210個歩兵師（師団相当）、35個歩兵旅（旅団相当）、11個騎兵師、6個騎兵旅、18個砲兵団（連隊相当）、8個砲兵営（大隊相当）であった。1937年中の兵力の概算は、陸軍現役兵員は170万人余りに達した。この中には1937年の実補充30万人及び1938年の実補充1,713,780人は含まれない。
軍費については、1938年国民革命軍の軍費にかかる歳出は約14億6千2百万法幣となり、通常の軍務費（兵士への給与）4億2千万法幣、国防建設費（武器）3億1千万法幣及びその他の軍事費用7億2千万法幣を含むもので、この歳出は同年の中国の国家総歳出22億1千万法幣の約61%以上になった。

## 戦闘序列表

### 国民政府軍事委員会
- 国民政府軍事委員会（中国語版）委員長　蔣介石
  - 参謀総長　何応欽

### 第1戦区
- 司令長官：程潜
- 作戦地区：北平から武漢までの華北華中一帯（京広線の北京から武漢までの区間沿線）
  - 第20集団軍　商震
    - 第32軍　商震（兼）
    - 騎兵第14旅　張占魁

  - 第1集団軍　宋哲元
    - 第53軍　万福麟
    - 第77軍　馮治安
    - 第181師　石友三
    - 第17師　趙寿山
    - 騎兵第3軍　鄭大章

  - 第68軍　劉汝明（直属）
  - 第92軍　李仙洲（直属）
  - 第106師　沈克（直属）
  - 第118師　張硯田（直属）
  - 新編第8師　蔣在珍（直属）
  - 新編第35師　王勁哉（直属）
  - 騎兵第4師　王奇峰（直属）
- 合計　25個歩兵師、2個歩兵旅、2個騎兵師　その他特殊部隊は序列の中に含まない。

### 第2戦区
- 司令長官：閻錫山
- 作戦地区：山西
  - 南路前敵総司令　衛立煌
  - 北路前敵総司令　傅作義
  - 第18集団軍（八路軍）総司令　朱徳
- 合計　27個歩兵師、3個歩兵旅、3個騎兵師　特種部隊を含まず。

### 第3戦区
- 司令長官：顧祝同
- 作戦地区：江蘇、浙江
  - 第10集団軍　劉建緒
  - 第19集團軍　羅卓英
  - 第23集團軍　唐式遵
  - 第28集團軍　潘文華
  - 新編第4軍　葉挺（独立）
  - 独立第6旅　周志群（独立）
  - 遊撃総司令　黄紹雄
- 合計　24個歩兵師、6個歩兵旅　特種部隊及び遊撃部隊を含まず。

### 第4戦区
- 司令長官：何応欽（参謀総長兼任）
- 作戦地区：広西、広東
  - 第12集団軍　余漢謀
- 合計　9個歩兵師、2個歩兵旅　特種部隊及び要塞守備部隊を含まず。

### 第5戦区
- 司令長官：李宗仁
- 作戦地区：天津から南京浦口までの華東一帯（京滬線天津-浦口区間沿線）
  - 第3集団軍　于学忠
  - 第11集団軍　李品仙
  - 第21集団軍　廖磊
  - 第22集団軍　鄧錫侯
  - 第24集団軍　顧祝同（兼）
  - 第3軍団　龐炳勲
  - 第27集団軍　楊森
- 合計　27個歩兵師、3個歩兵旅　特種部隊を含まず。

### 第8戦区
- 司令長官：蔣介石（兼）　副司令長官：朱紹良
- 作戦地区：甘粛、綏遠、寧夏及び青海一帯
  - 第17集団軍　馬鴻逵
  - 第80軍　孔令恂（独立）
  - 第82軍　馬歩芳（独立）
- 合計　5個歩兵師、4個歩兵旅、5個騎兵師、4個騎兵旅　特種部隊を含まず。

### その他
各大戦区を除き、戦闘序列はさらに以下のように空軍、海軍及びその他の軍事編成単位の部分を含んだ。
- 武漢衛戍総司令部
  - 総司令　陳誠　合計　14個歩兵師、1個歩兵旅、その他特種部隊と江防守備部隊を含まず。
- 西安行営
  - 主任　蔣鼎文
- 閩綏靖公署
  - 主任　陳儀
- 軍事委員会直轄兵団
- 整備訓練部隊
- 海軍
- 空軍
- 後方勤務部
- 防空
- 江防
- 衛戍